# Microbianor
Microbianor là một chi nhện trong họ Salticidae.